# Utilização de recursos naturais
Utilização de recursos naturais ou uso de recursos naturais, é o ato de usufruir dos recursos que estão disponíveis e podem ser encontrados na natureza, podendo ser utilizados  pelo homem em benefício próprio. Como por exemplo madeira, utilizada na área de construção civil; água, necessária para a sobrevivência humana, além de ter várias funções de importância na manutenção do planeta; solo, recurso mais visado pelo homem (além da água), já que o mesmo proporciona suporte para as diversas atividades de subsistência humana.

## Problemas atuais
Assim como existem os usos "adequados" para os recursos naturais, também existe a forma "incorreta" de se aproveitar os mesmos. Como por exemplo:

### Biopirataria
A biopirataria refere-se à apropriação do conhecimento e recursos genéticos da agricultura e das comunidades indígenas por indivíduos ou instituições que procuram o controle exclusivo de monopólio (patentes ou propriedade intelectual) sobre esses recursos e conhecimentos.
À medida que a pesquisa genética se torna mais sofisticada, nossa capacidade de usar plantas e animais para desenvolver novos medicamentos ou modificar as culturas para atender às necessidades de segurança alimentar também se ampliam.
No ramo da Farmacologia o termo se refere, principalmente, ao uso de animais e plantas selvagens/exóticas por organizações e empresas internacionais, para o desenvolvimento de medicamentos. Na busca de novos recursos biológicos, os pesquisadores muitas vezes contam com o auxílio do conhecimento popular das pessoas locais a respeito de certas plantas, compostos químicos ou animais.
A biopirataria, ocorre  quando  pesquisadores ou organizações de pesquisa tomam recursos biológicos sem uma autorização oficial, em grande parte de países menos favorecidos ou pessoas marginalizadas.[carece de fontes?]

### Biopirataria e colonialismo
A biopirataria geralmente acentua as desigualdades de poder entre países ricos, ricos em tecnologia e países menos ricos, ainda que ricos em biorecursos.  Historicamente, a biopirataria tem sido associada ao colonialismo, com os países anteriormente colonizados, tendo muitos dos seus recursos removidos pela força.
No cerne da questão está a ideia de propriedade. As patentes e as marcas comerciais são vivamente defendidas por organizações internacionais de comércio e grupos multinacionais. Mas para muitos agricultores tradicionais ou grupos indígenas, possuir um organismo em constante evolução e mudança é ilógico, assim como atribuir a propriedade a uma pessoa em vez de uma comunidade de usuários.
Desde 1994, o Acordo sobre os Aspectos dos Direitos de Propriedade Intelectual relacionados com o Comércio exigiu que os países membros da OMC desenvolvam marcos legais para proteger variedades de recursos vegetais e animais em dois sistemas: um para contextos agrícolas e outro para produtos farmacêuticos, químicos, têxteis ou Outros contextos de commodities. Vários países consideraram que isso era contraproducente para proteger seus biorecursos.

## Biopirataria na Amazônia
Devido a sua grande biodiversidade, a amazônia acaba sendo um grande atrativo para os biopiratas, que em sua maioria são turistas e pesquisadores estrangeiros que fazem contrabando da riqueza de fauna e flora amazônica. A biodiversidade da amazônia é tão vasta, que estima-se que até o momento  não se sabe nem 1% do conhecimento geral que ela pode oferecer, tornando ela um desafio e tanto para os que tem interesses científicos. No caso dos biopiratas, são movidos pelo ganho financeiro na industria farmacêutica.[carece de fontes?]
No entanto, o Brasil precisa assumir o comando e definir as regras para o intercâmbio, precisa aumentar sua competência como detentor das riquezas,ditar regras e assumir o comando de um amplo e intercambio internacional para fins de preservação e da exploração responsável desse ecossistema. Para se combater de maneira efetiva a biopirataria, é necessário compreender cada um dos fatores que contribuem para sua existência, nesse caso específico, refere-se as possibilidades oferecidas ao se vir a amazônia.

### Combate a biopirataria no Brasil
Em 2005, o Governo Brasileiro criou o decreto nº 5.459(Que mais tarde, em 2016, seria substituído pelo decreto nº 8.772), que regulamenta o Art. 30 da Medida Provisória 2.186-16 de 23 de agosto de 2001, que trata do acesso e remessa dos recursos genéticos e acesso aos conhecimentos tradicionais associados.[carece de fontes?]
O objetivo do decreto é coibir atividades que atentam contra a soberania nacional sobre a biodiversidade. Pelo decreto, são previstas sanções administrativas tanto para pessoa física quanto jurídica. As penalidades incluem advertência, multa, apreensão de amostras, embargo de atividades e cancelamento de registros, entre outras. São dez tipos de ilícitos previstos, incluindo multas que variam de R$ 200 até R$ 50 milhões.

## Consequências
"Os prejuízos da biopirataria não se baseiam somente em cifras, devido às patentes de nossos próprios recursos e consequentemente royalties pagos para importá-los em forma de novos medicamentos ou tecnologias, mas, principalmente, no perigo de extinção de várias espécies da flora e fauna, algumas ainda sequer descritas, e a privatização de recursos genéticos e da cultura e saberes das comunidades tradicionais."